# Trappistenabtei Frattocchie
Die Trappistenabtei Frattocchie (lat. Abbatia Beatae Mariae de Sanctissimo Sacramento) ist seit 1883 ein Kloster der Trappisten in Italien, zuerst bei der Calixtus-Katakombe in Rom, seit 1929 an der Via Appia Nuova in Marino (Latium), Bistum Albano.

## Geschichte
Auf Einladung von Papst Leo XIII., der für die ungeschützte Calixtus-Katakombe eine Betreuung suchte, gründete die nordfranzösische Trappistenabtei Mont-des-Cats 1883 das Kloster Nostra Signora delle Catacombe ("Unsere Liebe Frau der Katakomben"), das 1888 zum Priorat und 1891 zur Abtei erhoben wurde. Schon vor dem Ersten Weltkrieg wurden Pilger und Touristen zum Störfaktor für die klösterliche Beschaulichkeit, und als nach dem Krieg auch noch Schwierigkeiten mit dem Vatikan auftraten, verlegten die Trappisten die Abtei 1929 nach Frattocchie (heute: Marino) und nannten das neue Kloster Abbazia Nostra Signora del Santissimo Sacramento ("Abtei Unserer Lieben Frau vom Allerheiligsten Sakrament"). Die Fertigstellung der Baulichkeiten dauerte bis 1949 (Einweihung der Kirche). Das Kloster wurde von Papst Pius XII. (1956) und Papst Johannes XXIII. (1962) besucht, von Papst Benedikt XVI. wurde 2009 eine Delegation der Mönche in Castelgandolfo in Audienz empfangen. Zu ihrem Unterhalt stellten die Mönche bis 1972 Schokolade her, seitdem leben sie vom Weinbau.

### Obere, Prioren und Äbte
- Valérien Dujardin (1884–1886)
- Ignace Binaut (1887–1903)
- Dominique Scheercousse (1903–1913)
- Sébastien Vandermarlière (1913–1919)
- Willibrord Van Thienen (1919–1927)
- Ubald Corsi (1927–1947)
- Gérard Haverbeque (1947–1950)
- Francis Decroix (1950–1972)
- Gervais Fauvarque (1972–1997)
- Antonio Montanari (1997–2001)
- Aurèle Thibault (2001–2002)
- Gonzalo Fernandez (2002–2006)
- Giuseppe Resmini (2006–2008)
- Thomas Georgeon (2008–2011)
- Jose Otero (2011–)